# Gedenksäule

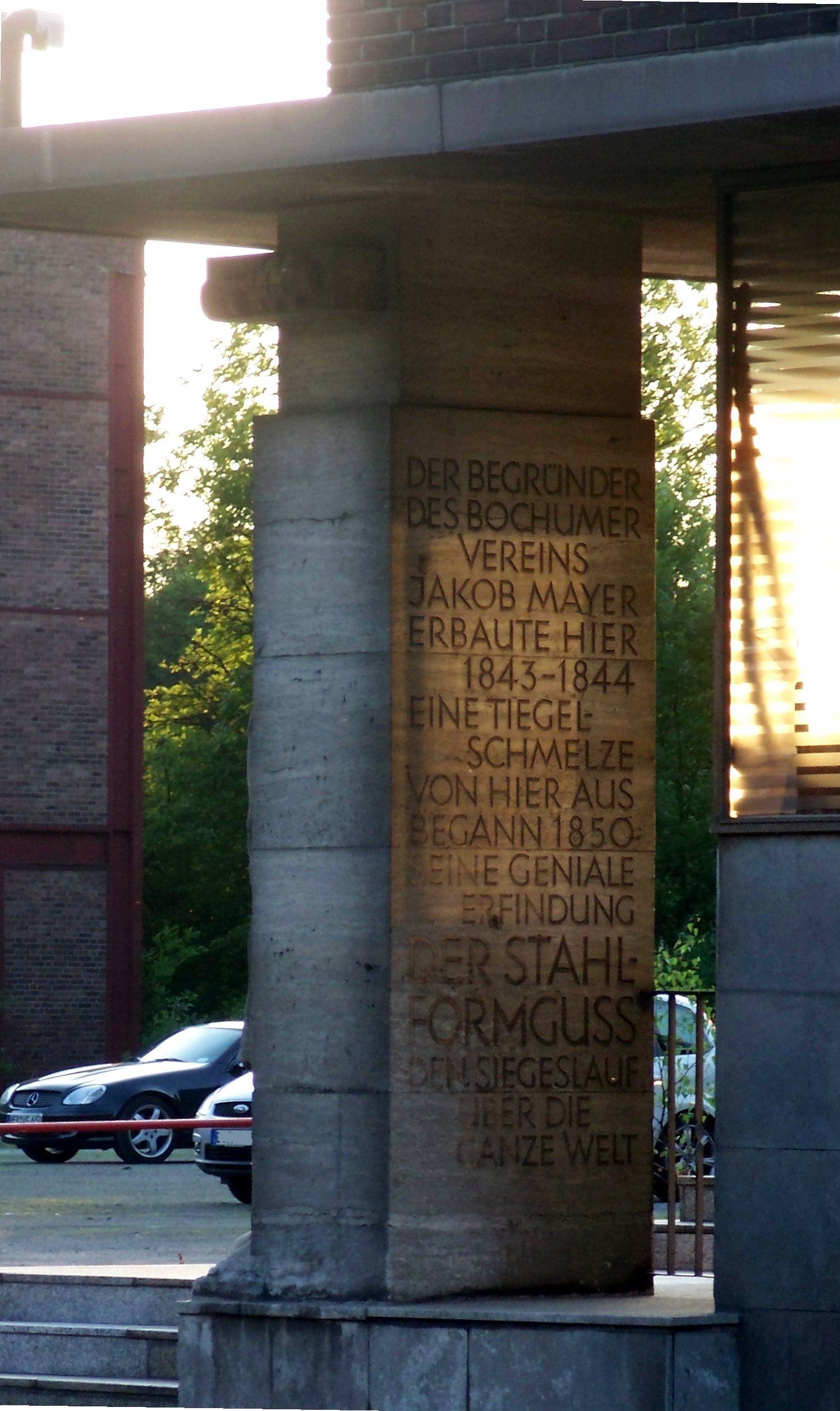
Bochumer Verein Gedenksäule

Eine Gedenksäule (veraltet Malsäule) ist ein meist steinernes Monument, in Form einer Säule, dass an bestimmte Geschehnisse, Personen oder Orte erinnern soll, beispielsweise Pestsäulen und Siegessäulen. Oft weisen der Sockel oder die Säule selbst Inschriften auf. Modernere Gedenksäulen können in Material und Form stark vom klassischen Modell abweichen.

## Beispiele für Gedenksäulen
- Abstimmungsdenkmal (Marienburg)
- Kaiserin-Elisabeth-Gedenksäule (Bisamberg)[4]
- Bochumer Verein Gedenksäule[5]
- Gedenksäule in Andelsbuch (Bezau)[6]
- Franz Carl Gedenksäule (Bad Ischl)[7]

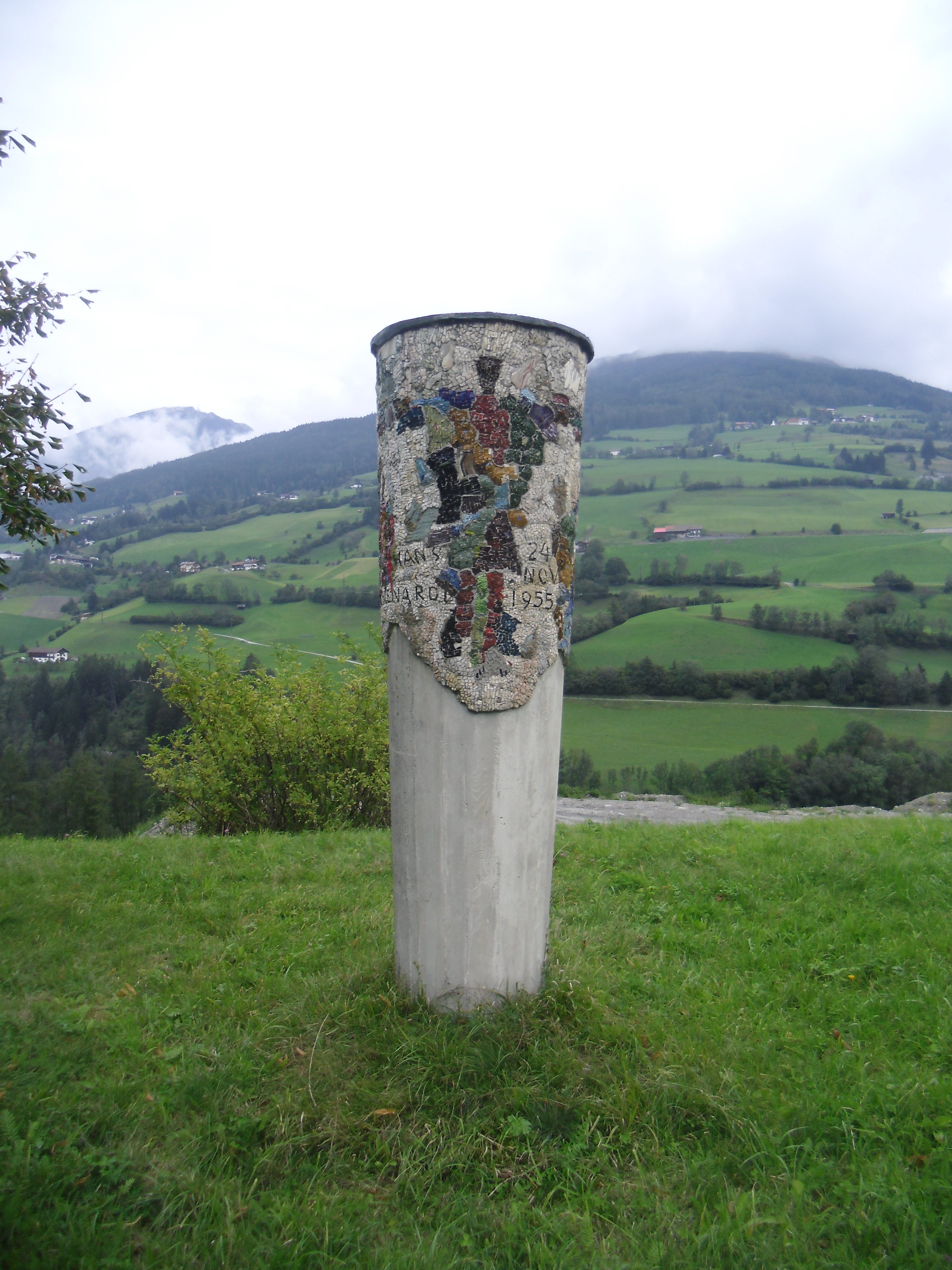
Menardi-Gedenksäule

- Menardi-Gedenksäule (Matrei am Brenner)[8]
- Bezeggsäule (Basel)[9]

- Gedenksäule in Hettstedt[10]
- Grauholzdenkmal (Bern)[11]

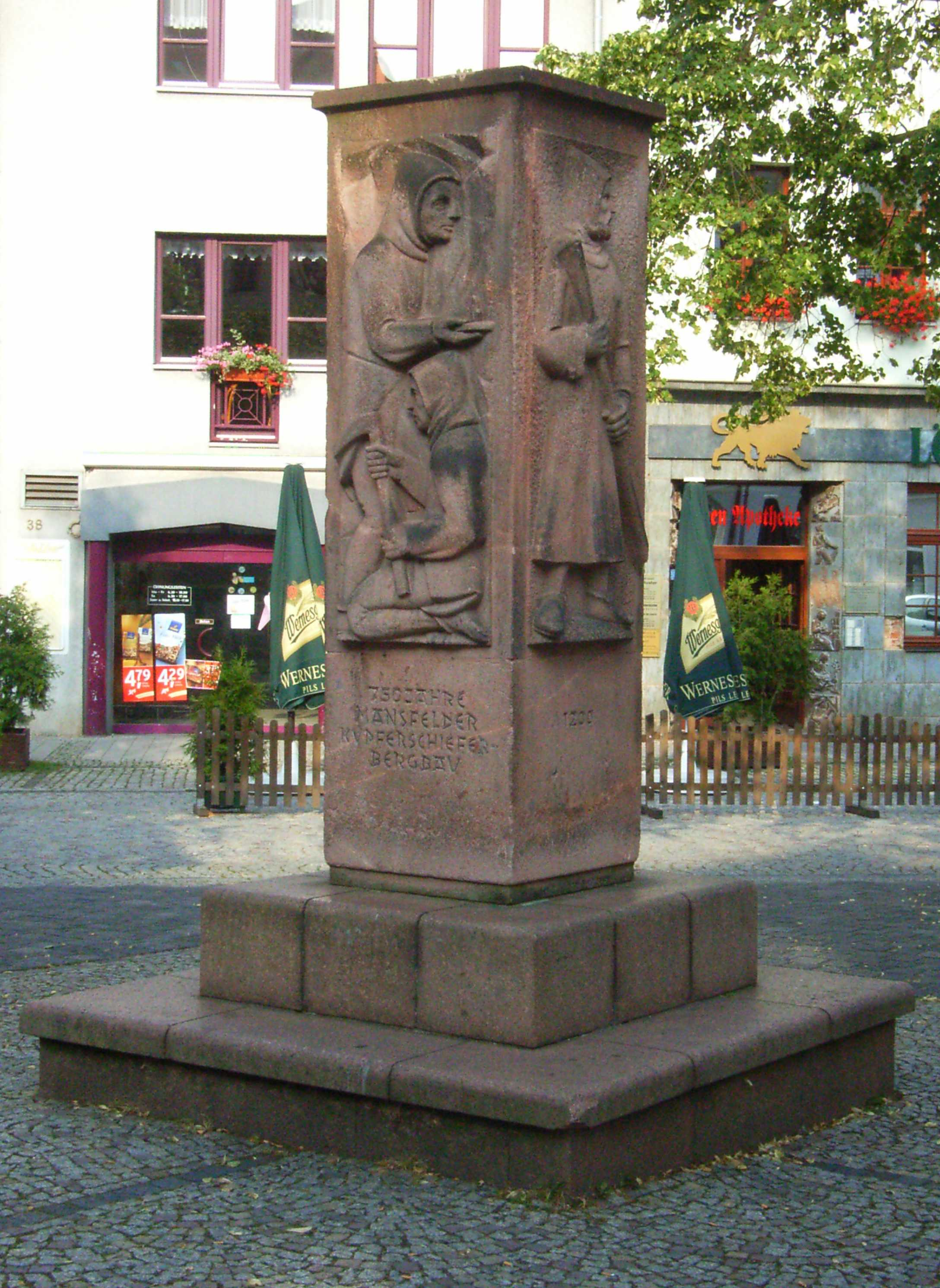
Gedenksäule in Hettstedt

- Gedenksäule mit Halbmond auf der Spitze auf dem islamischen Friedhof am Columbiadamm (Neukölln)[12]
- Gedenksäule am Flughafen Butzweilerhof (Köln)[13]
- Gedenksäule für Jung Stilling (Bilstein – Hilchenbach)[14]
- Gedenksäule: „Den gefallenen Helden aus Worringen“ (Köln-Worringen)[15]
- Gedenksäule am Buschey-Friedhof (Hagen-Wehringhausen)[16]
- Gedenksäule für gefallene Minensucher (Schleswig)[17]
- Gedenksäule zur Stadtgründung von Ruegen[18]
- Preußensäule (Friedrichsfelde)